# Max Theiler
Max Theiler (Pretoria, 1899. január 30. – New Haven, 1972. augusztus 11.) dél-afrikai származású amerikai virológus. 1951-ben a sárgaláz elleni vakcina kifejlesztéséért elnyerte az orvosi Nobel-díjat.

## Tanulmányai
Max Theiler 1899. január 30-án született egy Pretoria melletti farmon, Sir Arnold Theiler és felesége, Emma Jegge gyermekeként. Szülei Svájcból vándoroltak ki Dél-Afrikába, Max a negyedik (legfiatalabb) gyerekük volt. Apja neves bakteriológus volt, a dél-afrikai állatorvosi szolgálat vezetője. Tanulmányait a helyi iskolákban folytatta (kivéve egy évet, amit Bázelben töltött), majd miután elvégezte a Rhodes University College-t, két évig a Fokvárosi Egyetemen tanult orvostudományt (1916-1918). 1919-től, az első világháború után Angliában, a Londoni Egyetem két intézményénél, a St. Thomas' Hospital-ban és a London School of Tropical Medicine-ben fejezte be orvosi képzését. Diplomáját 1922-ben kapta meg, orvosdoktori fokozatot azonban nem kapott, mert az egyetem nem ismerte el fokvárosi tanulmányait. 

## Pályafutása
Theilert nem annyira a praktizálás, mint a kutatás vonzotta; kétségbeejtőnek érezte, hogy számos súlyos betegségre nincs gyógymód. Az Egyesült Államokban, a Harvard trópusi betegségek tanszékén kezdte el pályafutását, ahol Hans Zinsser irányításával az amőbás vérhast és a patkányharapás-lázat kezdte el tanulmányozni. Itt fordult érdeklődése a sárgaláz felé. 

### A sárgaláz-védőoltás
Walter Reed kutatásaiból már ismert volt, hogy a sok halálos áldozatot követelő sárgalázat a szúnyogok terjesztik. A Rockefeller Alapítvány 1916-ban kampányt indított a betegség megszüntetésére. Eleinte a szúnyogirtásra koncentráltak, majd a 20-as években támogatni kezdték egy hatásos védőoltás kidolgozását. Theiler ekkor már Andrew Sellards asszisztense volt, és 1926-ban közösen bebizonyították, hogy a kórokozó nem a Leptospira icteroides baktérium. 1928-ban, miután bebizonyosodott, hogy a sárgalázat egy vírus okozza, Theiler és Sellards kimutatta, hogy az afrikai és dél-afrikai sárgaláz kórokozója azonos. Theiler első önálló jelentős felfedezése az volt, hogy képes volt az egér agyában is szaporítani a vírust, így jelentősen csökkenteni tudta a rhesusmajmok tartásával járó költségeket és a tenyésztési időt. Kísérletei közben véletlenül ő is elkapta a betegséget, de az enyhe lefolyásúnak bizonyult, egyhetes alacsony láz és gyengeség után felépült.
1930-ban átment a Rockefeller Alapítványhoz, New Yorkba, ahol egerekkel folytatta kutatásait (korábbi főnöke ragaszkodott a majmokhoz). 1931-ben kidolgozott egy tesztet, amivel meg tudta állapítani, hogy valaki korábban találkozott-e már a kórokozóval. A vírust emberi vérszérumhoz keverte és egérbe injekciózta: ha az illetőnek voltak sárgaláz elleni ellenanyagai, akkor azok semlegesítették a vírust és az egér nem betegedett meg. A teszttel fel lehetett mérni a betegség világméretű elterjedését.  

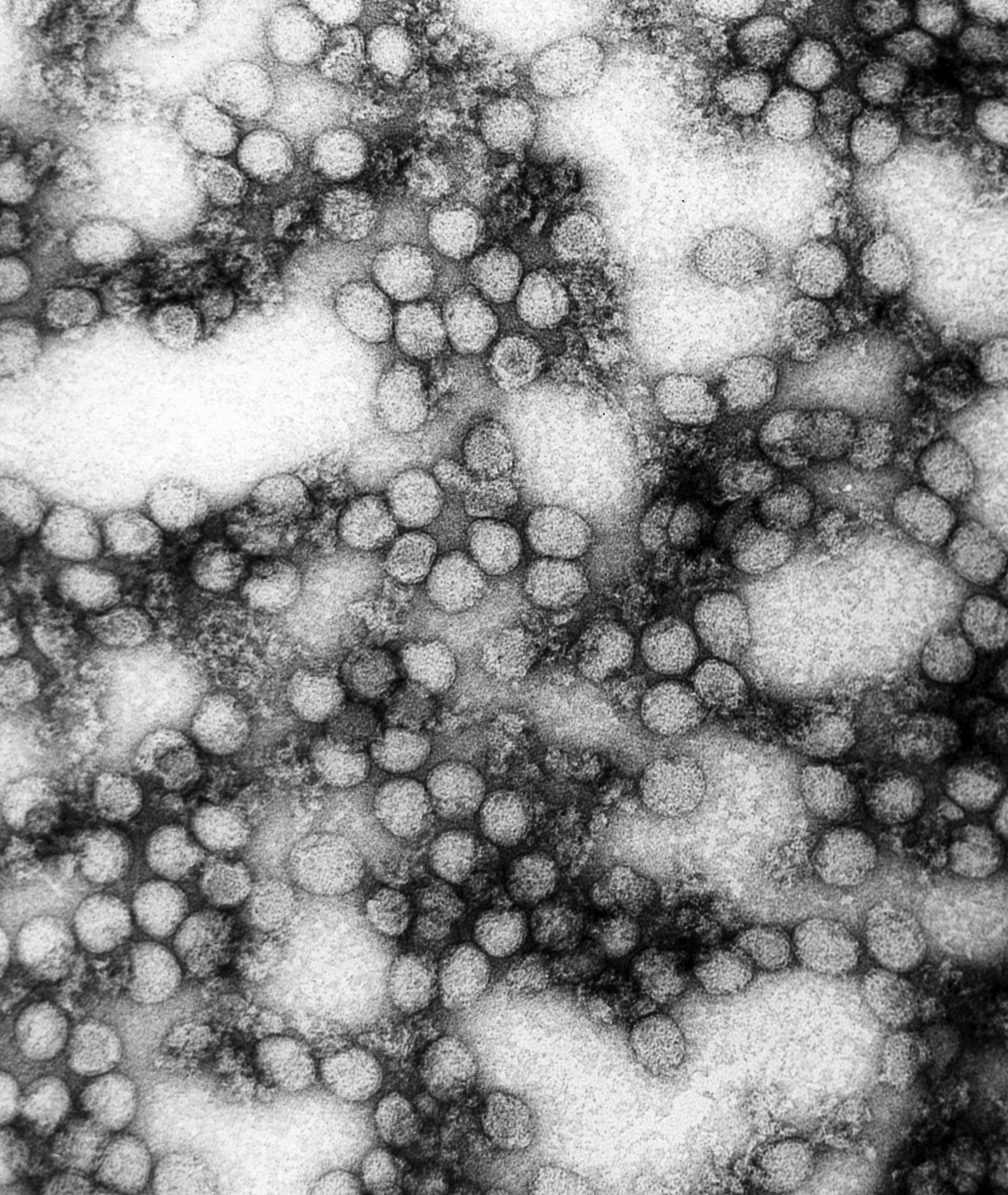
A sárgaláz vírusa elektronmikroszkóp alatt

Theiler egy legyengített vírust akart előállítani, amely emberbe oltva tünetek nélkül képes az ellenanyagok képződését megindítani. Évekig dolgozott a problémán, eközben sikerült megoldania a vírus csirkeembrió-sejtekben való tenyésztését is. Egy munkatársa, Wilbur A. Sawyer a meglévő sárgaláz-vírus alapján készített vakcinája néha komoly idegrendszeri mellékhatásokat produkált, a kémiai módszerrel teljesen elölt kórokozó ellen viszont nem képződtek antitestek. Theiler számtalan alkalommal vitte át a vírustenyészetét egyik szövetkultúráról a másikra, míg végül talált egy olyan változatot, amely nem okozott tüneteket a kísérleti állatokon. 1937 márciusában - miután magán és másokon tesztelte a vakcinát - bejelentette, hogy elkészült a sárgaláz biztonságos oltóanyagával (ún. 17D törzs).
1940 és 1947 között a Rockefeller Alapítvány támogatásával 28 millió adag vakcinát készítettek és osztottak szét az USA déli államaiban és a trópusi országokban. 1949-ben az alapítvány bejelentette, hogy a sárgalázat legyőzték. Bár a világjárvány valóban megszűnt, azóta is ismertek kisebb-nagyobb járványok, amelyek ellen a WHO azóta is a 17D törzzsel oltja be a lakosságot.
Theilert számos díjjal jutalmazták a vakcina kifejlesztéséért és 1951-ben megkapta az orvostudományi Nobel-díjat is.
A sárgaláz-oltóanyag után Thelier más, kevésbé ismert vírusos megbetegedésekkel foglalkozott, mint a Bwamba-láz vagy a Rift Valley-láz. 1937-ben felfedezett egy vírust, amely egérben a gyermekbénuláshoz hasonló tüneteket okozott. Az alapítvány orvostudományi igazgatóhelyetteseként és a víruslaborok igazgatójaként vonult vissza 1964-ben. Ezután három évig a Yale Egyetemen tanított epidemiológiát és mikrobiológiát, majd véglegesen nyugdíjazta magát. 

## Díjai
- 1939 a brit Trópusi Betegségek Királyi Társaságának Chalmers-érme
- 1945 a Harvard Egyetem Flattery-érme
- 1949 Albert Lasker-díj
- 1951 Fiziológiai és orvostudományi Nobel-díj

## Családja
Theiler 1928-ban vette feleségül Lillian Grahamet; egy lányuk született.
Max Theiler 1972. augusztus 11-én halt meg a connecticuti New Havenben, 73 évesen.